# Neuenkirchen, Westfalen
Neuenkirchen är en kommun och ort i Kreis Steinfurt i Regierungsbezirk Münster i förbundslandet Nordrhein-Westfalen i Tyskland.

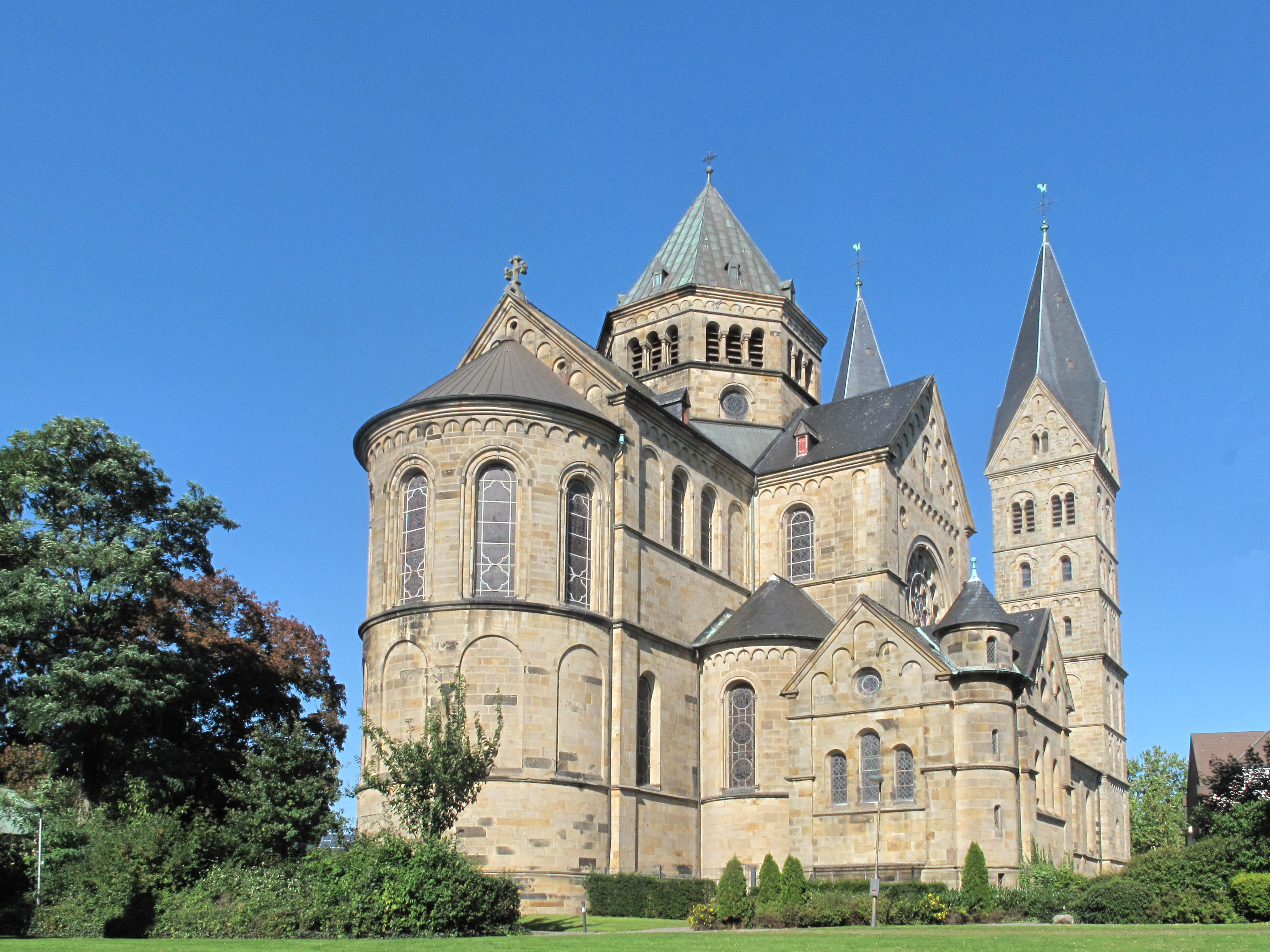
Neuenkirchen:Sankt Anna-kyrkan